# Lispe nubilipennis
Lispe nubilipennis är en tvåvingeart som beskrevs av Friedrich Hermann Loew 1873. Lispe nubilipennis ingår i släktet Lispe och familjen husflugor. Inga underarter finns listade i Catalogue of Life.